# La Saleta (Moià)
La Saleta era una masia situada en el terme municipal de Moià, a la comarca catalana del Moianès.
Està situada l'extrem sud-occidental del terme, a tocar del termenal amb Castellcir (la Vall de Marfà). És a l'esquerra de la riera de Castellnou i al nord-est de la masia de les Vinyes. El 2011 era en ruïnes.